# NGC 4498
NGC 4498 (другие обозначения — UGC 7669, IRAS12291+1707, MCG 3-32-56, VCC 1379, ZWG 99.75, KUG 1229+171, PGC 41472) — спиральная галактика с перемычкой (SBc) в созвездии Волос Вероники.
В баре галактики происходят некруговые движения звёзд и наблюдается излучение в линии H-альфа. В центре галактики находится звёздное скопление массой 1,36⋅106 M⊙, там же наблюдается источник рентгеновского излучения.
Этот объект входит в число перечисленных в оригинальной редакции «Нового общего каталога».